# Pseudotriccus simplex
Pseudotriccus simplex là một loài chim trong họ Tyrannidae.